# Джаннини, Амадео
Амадео Пьетро Джаннини (итал. Amadeo Pietro Giannini, 6 мая 1870, Сан-Хосе, Калифорния — 3 июня 1949, Сан-Матео, Калифорния), также известен как Amadeo Peter Giannini или A. P. Giannini, — американский банкир, основавший Банк Италии, впоследствии ставший Bank of America. Джаннини считается изобретателем многих современных банковских методов. В частности, Джаннини был одним из первых банкиров, предложивших банковские услуги американцам среднего класса, а не только высшему классу. Он также разработал структуру холдинговой компании и создал одну из первых современных транснациональных организаций.

## Ранние годы
Амадео Пьетро Джаннини родился в Сан-Хосе, штат Калифорния, в семье итальянских иммигрантов. Он был первым сыном Луиджи Джаннини (1840–1877) и Вирджинии (урождённой Демартини) Джаннини (1854–1920). Луиджи Джаннини иммигрировал в Соединённые Штаты из Фавале-ди-Мальваро, что недалеко от Генуи, Лигурия в Королевстве Сардиния (позднее часть Италии), чтобы вести разведку в рамках Калифорнийской золотой лихорадки 1849 года. Луиджи продолжал заниматься золотом в 1860-х годах и вернулся в Италию в 1869 году, чтобы жениться на Вирджинии, привёз её в США, они поселились в Сан-Хосе. Луиджи Джаннини купил ферму площадью 40 акров (16 га) в Альвизо в 1872 году и выращивал фрукты и овощи на продажу. Четыре года спустя Луиджи Джаннини был смертельно ранен сотрудником из-за спора о заработной плате. Его вдова Вирджиния, оставшаяся с двумя детьми и беременная третьим ребёнком, взяла на себя управление производственным бизнесом. В 1880 году Вирджиния вышла замуж за Лоренцо Скатену (1859–1930), который основал L. Scatena & Co. (которую в конечном итоге возьмёт на себя А. П. Джаннини). Джаннини учился в колледже Хилд, но понял, что в бизнесе он может добиться большего успеха, чем в школе. В 1885 году он бросил учёбу и устроился на полную ставку брокером по продукции в L. Scatena & Co.
Джаннини работал брокером, комиссионером и торговцем продуктами на фермах в долине Санта-Клара. Он преуспел в этом бизнесе. Он женился на Клоринде Кунео (1866–1949), дочери магната по недвижимости из Норт-Бич, Сан-Франциско, в 1892 году и в конце концов продал свою долю своим сотрудникам и вышел на пенсию в возрасте 31 года, чтобы управлять имуществом своего тестя. Позже он стал директором компании Columbus Savings & Loan, в которой его тесть владел долей. Джаннини увидел возможность обслуживать растущее число иммигрантов, у которых не было банка. В ссоре с другими директорами, которые не разделяли его настроений, он в отчаянии покинул совет директоров и основал свой собственный банк.

## Bank of Italy
Джаннини основал Bank of Italy в Сан-Франциско 17 октября 1904 года. Банк базировался в переоборудованном салоне как учреждение для «маленького человека». Это был новый банк для трудолюбивых иммигрантов, которых другие банки не обслуживали. Депозиты в первый день составили 8780 долларов. В течение года депозиты превысили 700 000 долларов (20,4 миллиона долларов в долларах 2020 года). Землетрясение и пожары в Сан-Франциско в 1906 году сравняли с землёй большую часть города. Перед лицом повсеместных разрушений Джаннини создал временный банк, собирая депозиты, выдавая кредиты и провозглашая, что Сан-Франциско восстанет из пепла.
Сразу после землетрясения, но до того, как приближающийся пожар сжёг город, он перевёз деньги из хранилища в свой дом за пределами зоны пожара в тогдашнем сельском Сан-Матео, в 18 милях (29 км) от него. Для перевозки денег, спрятанных под мусором, использовался мусоровоз. Пожары нагрели хранилища других крупных банков, так что внезапное изменение температуры при их открытии могло привести к уничтожению содержимого; многие хранилища оставались закрытыми в течение нескольких недель. В этот период Джаннини был одним из немногих банкиров, которые могли удовлетворять запросы на снятие средств и предоставлять кредиты, работая с доски на двух бочках на улице. Джаннини по рукопожатию давал ссуды тем, кто заинтересован в восстановлении. Спустя годы он рассказывал, что все кредиты были погашены. В качестве награды мусорщику, фургон которого перевозил активы банка, Джаннини дал сыну этого человека его первую работу, когда тому исполнилось 14 лет.
Банковские отделения были введены Джаннини вскоре после принятия закона 1909 года, разрешающего банковские отделения в Калифорнии. Его первый филиал за пределами Сан-Франциско был основан в 1909 году в Сан-Хосе. К 1916 году Джаннини расширился и открыл ещё несколько филиалов. Джаннини верил в банковские отделения как в способ стабилизировать банки в трудные времена, а также расширить капитальную базу. Он скупал банки по всей Калифорнии, и со временем у Bank of Italy были сотни отделений по всему штату.

## Bank of America
Bank of America в Лос-Анджелесе был основан в 1923 году Оррой Э. Моннеттом. Джаннини начал инвестировать в Bank of America, Los Angeles, потому что консервативные бизнес-лидеры в Лос-Анджелесе были менее благосклонны к Bank of Italy, чем жители Сан-Франциско. Bank of America, Los Angeles представлял собой путь роста для Джаннини, и Моннетт, президент и председатель правления, был благосклонен к инвестициям Джаннини. После завершения слияния Джаннини и Моннетт согласились с тем, что название Bank of America идеализирует более широкую миссию нового банка. К 1929 году у банка было более 400 банковских отделений в Калифорнии. Новое учреждение продолжало работать под председательством Джаннини до его выхода на пенсию в 1945 году; Моннетт сохранил своё место в совете директоров и должность. Кроме того, в качестве условия слияния Моннетт получил оплату за передачу Джаннини прав на «историю основания» банка, об этом решении Моннетт позже пожалел. До создания Монеттом сети Bank of America в Лос-Анджелесе большинство банков были ограничены одним городом или регионом. Моннетт первым создал систему централизованной обработки, учёта и выдачи наличных денег. За счет диверсификации круга сообщества, которое Bank of America обслуживал после слияния, учреждение было лучше подготовлено к решению мелких местных экономических проблем.

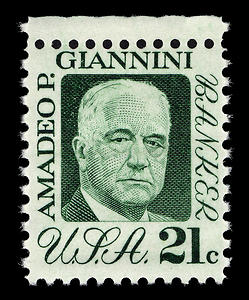
Почтовая марка США 1973 года с изображением Джаннини

Джаннини способствовал развитию киноиндустрии и виноделия в Калифорнии. Он одолжил Уолту Диснею средства для производства «Белоснежки», первого полнометражного анимационного фильма, снятого в США. Во время Великой депрессии он купил облигации, которые финансировали строительство моста Золотые Ворота. Во время Второй мировой войны он финансировал промышленника Генри Кайзера и его предприятия, поддерживающие военные действия. После войны Джаннини посетил Италию и занялся кредитами, чтобы помочь восстановить разрушенные войной заводы Fiat. Джаннини также предоставил капитал Уильяму Хьюлетту и Дэвиду Паккарду, чтобы помочь сформировать Hewlett-Packard.
Джаннини основал ещё одну компанию, Transamerica Corporation, как холдинговую компанию для своих различных интересов, включая Occidental Life Insurance Company. Одно время Transamerica была держателем контрольного пакета акций Bank of America. Они были разделены законодательством, принятым Конгрессом США в 1956 году, с принятием Закона о банковских холдинговых компаниях, который запрещал участие банковских холдинговых компаний в промышленной деятельности.
Джаннини долгое время был республиканцем, но с распадом Республиканской партии во время Великой депрессии он занялся государственной политикой демократов. На выборах губернатора Калифорнии в 1934 году Джаннини много работал, чтобы помешать левому писателю Эптону Синклеру выиграть предварительные выборы от Демократической партии. Тот потерпел неудачу и при поддержке Белого дома Джаннини поддержал и помог финансировать кандидата от республиканцев, действующего губернатора Фрэнка Мерриама, который победил Синклера.
После смерти Джаннини в 1949 году его сын Марио Джаннини (1894–1952) взял на себя руководство банком. Дочь Джаннини, Клэр Джаннини Хоффман (1905–1997), заняла место своего отца в совете директоров банка, где она оставалась до 1980-х годов. Джаннини похоронен на кладбище Холи-Кросс в Колме, Калифорния.

## Память

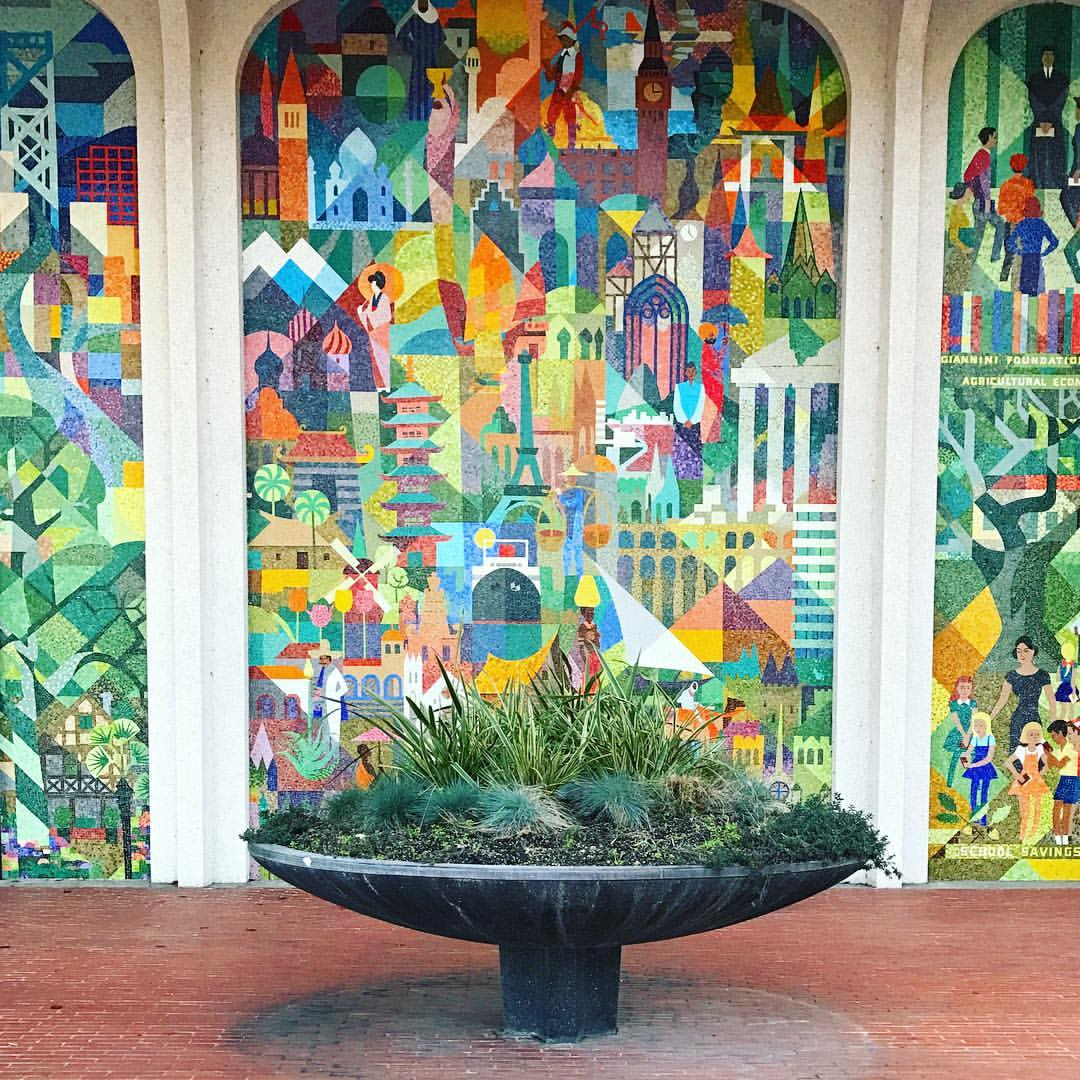
Мозаичная фреска (1963 г.) рассказывает историю жизни А. П. Джаннини. Разработана Луи Макуйяром, построена Альфонсо Пардиньясом, расположена в Сан-Матео, Калифорния.

- Его поместье в Сан-Матео «Семь дубов», купленное в начале 1900-х годов, располагалось по адресу Эль-Серрито-авеню, 20, Сан-Матео, и теперь включено в Национальный реестр исторических мест США[9][17].
- Большая площадь здания Bank of America на Калифорния-стрит и Кирни в центре Сан-Франциско названа в честь Джаннини.
- Средняя школа A. P. Giannini, открывшаяся в районе Сансет в Сан-Франциско в 1954 году, также названа в его честь[18]. Другие места и группы, названные в честь Джаннини, включают Фонд экономики сельского хозяйства Джаннини[англ.] и здание, в котором находится Департамент экономики сельского хозяйства и ресурсов Калифорнийского университета в Беркли.
- Тони Мартин был выбран на роль Джаннини в эпизоде 1962 года «Непоколебимый человек» синдицированного сериала-антологии «Дни в Долине Смерти», который вёл Стэнли Эндрюс. Эпизод представляет собой инсценировку создания Bank of America. Сюжетная линия сосредоточена на том, как Джаннини спасает свой банк от последствий землетрясения в Сан-Франциско в 1906 году и превращает его в крупнейшее финансовое учреждение в мире. В этом эпизоде также снялся Парли Баер[англ.] в роли Краудера[19].
- Существует мозаичная фреска 1963 года, разработанная Луи Макуйяром[англ.] и построенная Альфонсо Пардиньясом, которая иллюстрирует историю жизни А. П. Джаннини. Расположена напротив современного отделения Bank of America в стиле середины века (бывшее отделение Bank of Italy) по адресу: 300 S. El Camino Real в Сан-Матео, Калифорния[20][21].
- В 1963 году он был введён в Зал великих жителей Запада[англ.] Национального музея ковбоев и западного наследия[22].
- Почтовая служба США почтила вклад Джаннини в американскую банковскую систему, выпустив в 1973 году почтовую марку номиналом 21 цент с его портретом. Церемония по этому случаю состоялась возле его бывшего дома в Сан-Матео.
- Журнал Time назвал Джаннини одним из «строителей и титанов» XX века. Он был единственным банкиром, включённым в список Time 100, список самых важных людей XX века, составленный журналом.
- Образ президента банка Уолтера Хьюстона в фильме Фрэнка Капры 1932 года «Американское безумие» был в основном основан на Джаннини[23].
- Итало-американский банкир, которого сыграл Эдвард Г. Робинсон в «Доме незнакомцев» (1949), также был частично основан на Джаннини[24].
- Журнал American Banker[англ.] признал его одним из пяти самых влиятельных банкиров XX века.
- В 2004 году итальянское правительство почтило Джаннини выставкой и церемонией в своём парламенте в ознаменование столетия со дня основания им Bank of Italy. Выставка стала результатом сотрудничества Министерства финансов, Смитсоновского института, итальянского профессора Гвидо Крапанцано и Питера Ф. Де Никола, американского коллекционера памятных вещей Джаннини.
- В 2010 году Джаннини был внесён в Зал славы Калифорнии[англ.][25].